# プレスコット (オンタリオ州)
プレスコット（英: Prescott）は、カナダのオンタリオ州南西部に位置する地方行政区のひとつ。単一層自治体で町制が敷かれている。地理的にはリーズ・グレンビル連合郡に位置している（但し行政的には郡からは独立している）。5km東にカナダ＝アメリカ合衆国国境となるオグデンバーグ・プレスコット国際橋が架けられている。

## 歴史
この地域は欧州人が入植する以前はセントローレンス・イロコイ族の居住地域であった。17世紀末にフランス人の入植・占領が始まり、1670年代よりフォート・フロンテナック（キングストン）への途上で前哨地を築き始めていた。大英帝国とフランスが戦ったフレンチ・インディアン戦争ではこのあたりも戦場になった。この際に築かれた砦はセントローレンス海路建設のために現在では水中に沈んでいる。
その後、18世紀後半にロイヤリストが入植し、エドワード・ジェサップ率いるロイヤリスト軍もアメリカ独立戦争で戦闘に参加し、イギリス側の防衛で大きな役割を果たす。戦後も居住を継続しこの地域は現在の東部オンタリオとなった。プレスコットには1787年に入植。

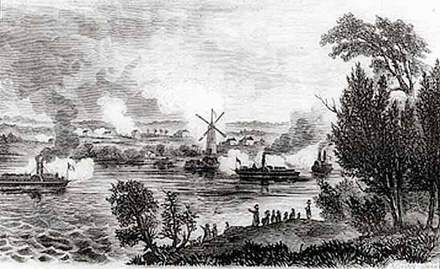
アッパー・カナダ蜂起の様子

1810年にザ・カナダスを治めていたロバート・プレスコット将軍にちなんでこの地域の町制を命名した。
1812年の米英戦争では、米軍は対岸のオグデンバーグにアッパー・カナダを攻略する拠点を築き、イギリス軍もプレスコットに拠点を構え、フォート・エリントンを築く。その後1838年のアッパー・カナダ蜂起（アッパー・カナダ・レベリオン）の際にフォート・エリントンは再度使用されたが鎮圧された。

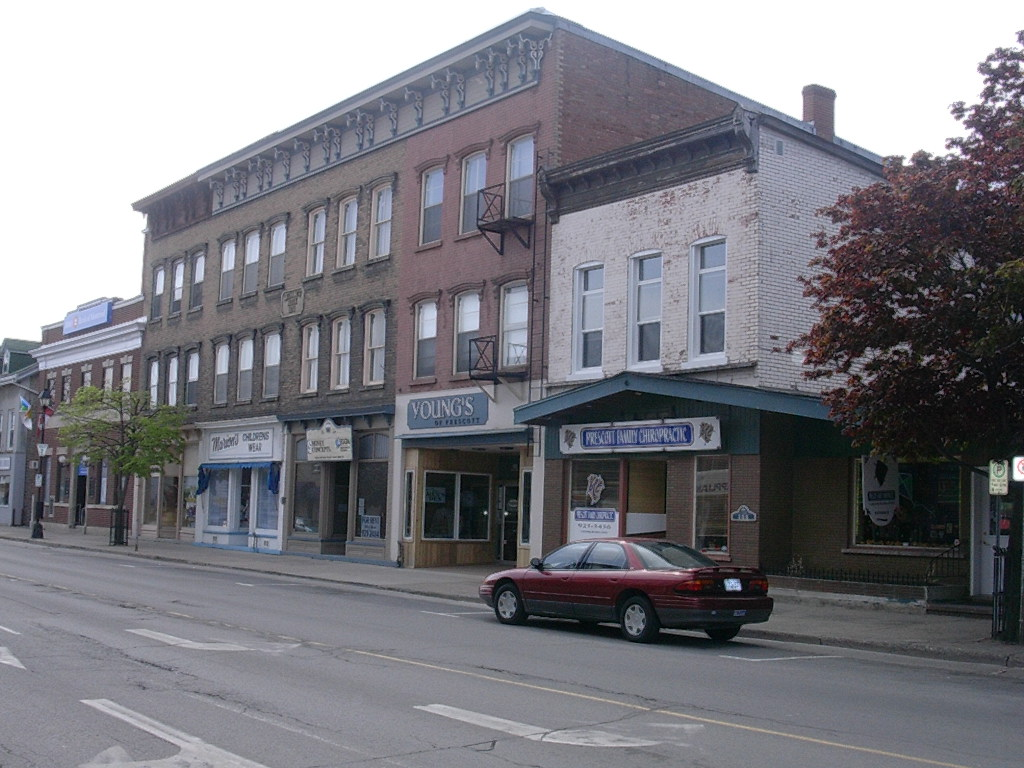
プレスコットのキング・ストリート

プレスコットの港はその後もセントローレンス海路から五大湖での海運業で栄え、特にモントリオールからの中継点として繁栄したが、その後航海術が進化し、モントリオールから五大湖まで直行することとなった。その後アッパー・カナダは鉄道ブームとなり、プレスコットとバイタウン（現オタワ）を結ぶ鉄道バイタウン・プレスコット鉄道（Bytown and Prescott Railway）が開通。その後、グランド・トランク鉄道（現在のカナディアン・ナショナル鉄道の前身の一つ）も開通し、トロント - モントリオール間の鉄道がプレスコットでプレスコット・バイタウン鉄道と接続し要所となった。また対岸のアメリカのオグデンバーグと鉄道連絡船で結ぶこととなった。1930年代の世界恐慌、第二次世界大戦を経て、1970年代にオグデンバーグへのフェリー輸送も完全に廃止となった。

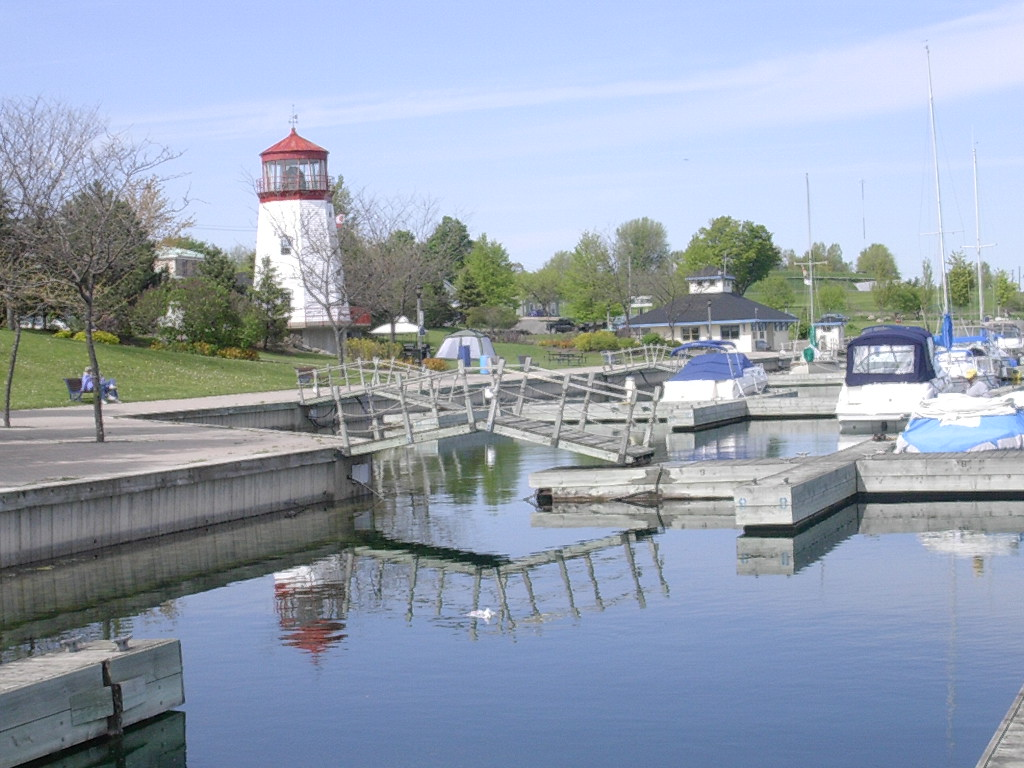
プレスコットのウォーターフロントとマリーナ